# Josep Carbonell
Josep Carbonell i Gener (Sitges, 24 de marzo de 1897-Sitges, 15 de julio de 1979) fue un escritor y ensayista español.

## Biografía
Nació el 24 de marzo de 1897 en Sitges.
Estuvo influido por Enric Prat de la Riba, Eugenio d'Ors y Charles Maurras. Articularía junto a su gran amigo J. V. Foix en la publicación Monitor, a partir de su fundación en enero de 1921, el ideario de un catalanismo integral, que incorporaba una matriz maurrasiana.
En 1922 ingresó en Acció Catalana junto a Foix, representando ambos en la organización su vertiente más «elitista» deudora de Maurras y Action française. No tardarían en abandonar la formación. Entre 1926 y 1928 editaría la revista L'Amic de les Arts, de gran importancia en el vanguardismo catalán. Desarrolló también interés por el occitanismo, publicando diversas colaboraciones sobre la causa. Distinguido como hijo predilecto de Sitges en 1976, falleció el 15 de julio de 1979 en su localidad natal.